# Purgatory
«Purgatory» es el quinto sencillo de Iron Maiden. La canción fue escrita por el bajista Steve Harris para el segundo álbum de estudio Killers.
La portada del sencillo iba a ser la actual portada del álbum The Number of the Beast de 1982 pero consideraron que era muy buena para usarla en un sencillo.

## Lista de canciones
1. «Purgatory»[2] (Harris) — 3:20
2. «Genghis Khan» (Harris) — 3:09

## Miembros
- Steve Harris – bajo, coros
- Paul Di'Anno – voz
- Dave Murray – guitarra
- Adrian Smith – guitarra, coros
- Clive Burr – batería